# Старе Конопкі
Старе Конопкі (пол. Stare Konopki) — село в Польщі, у гміні Снядово Ломжинського повіту Підляського воєводства.
Населення — 82 особи (2011).
У 1975-1998 роках село належало до Ломжинського воєводства.

## Демографія
Демографічна структура станом на 31 березня 2011 року:
|          | Загалом | Допрацездатний вік | Працездатний вік | Постпрацездатний вік |
| -------- | ------- | ------------------ | ---------------- | -------------------- |
| Чоловіки | 46      | 11                 | 30               | 5                    |
| Жінки    | 36      | 5                  | 18               | 13                   |
| Разом    | 82      | 16                 | 48               | 18                   |